# Visiedo
Visiedo ist ein Ort und eine Gemeinde (municipio) mit 131 Einwohnern (Stand: 2024) im Zentrum der Provinz Teruel in der Autonomen Region Aragonien im östlichen Zentralspanien.

## Lage und Klima
Der Ort Visiedo liegt im Süden des Iberischen Gebirges etwa 38 km (Fahrtstrecke) nördlich der Stadt Teruel in einer Höhe von ca. 1185 m. Das Klima ist gemäßigt bis warm; Regen (ca. 486 mm/Jahr) fällt übers Jahr verteilt.

## Bevölkerungsentwicklung
| Jahr      | 1970 | 1981 | 1991 | 2001 | 2011 | 2021 |
| Einwohner | 448  | 328  | 273  | 195  | 146  | 121  |

Die Mechanisierung der Landwirtschaft sowie die Aufgabe bäuerlicher Kleinbetriebe und der daraus resultierende Verlust an Arbeitsplätzen haben in der zweiten Hälfte des 20. Jahrhunderts zu einem deutlichen Bevölkerungsrückgang (Landflucht) geführt.

## Sehenswürdigkeiten
- Burgruine von Visiedo
- Peterskirche
- Marienkapelle

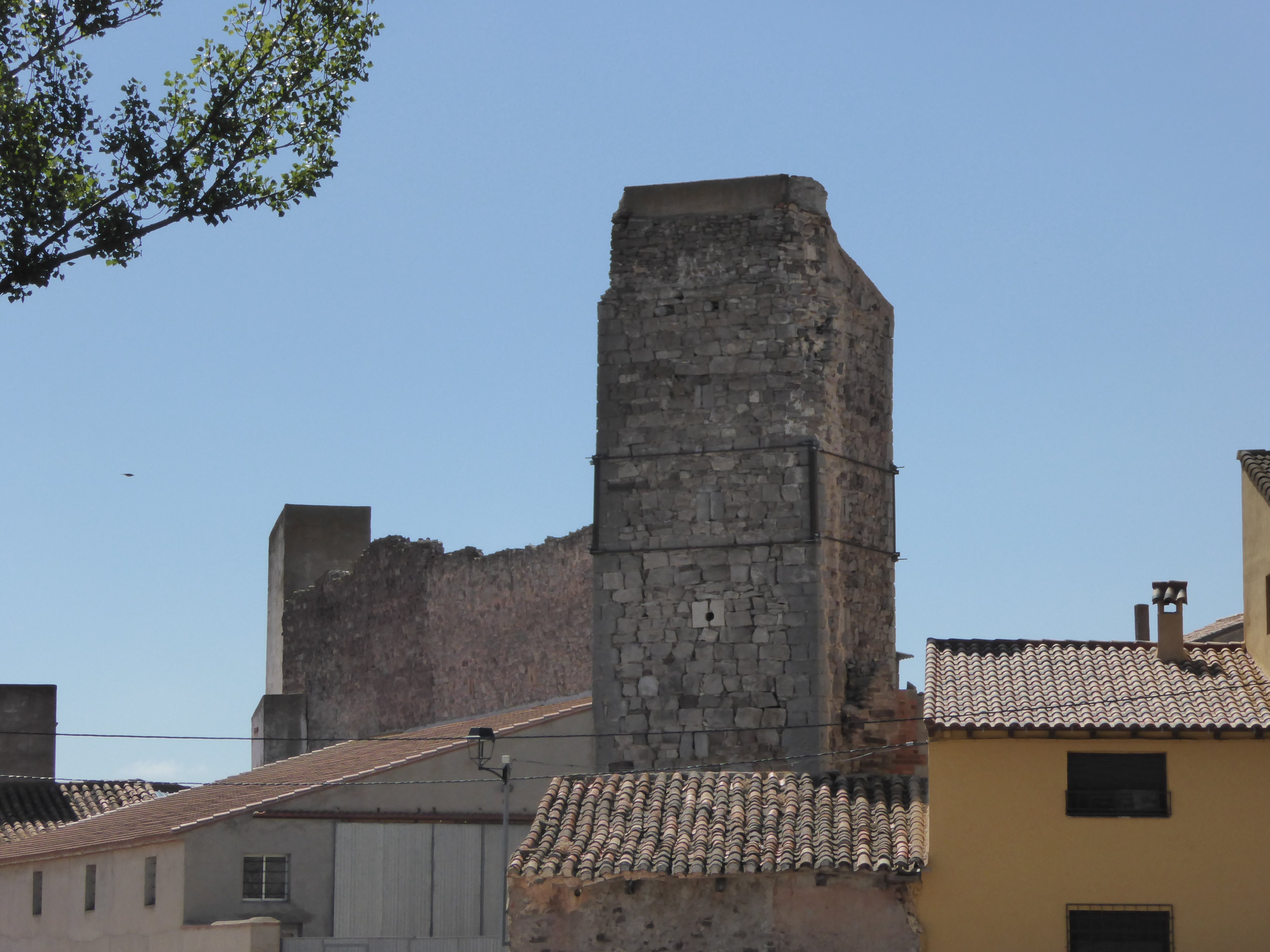
Burgruine
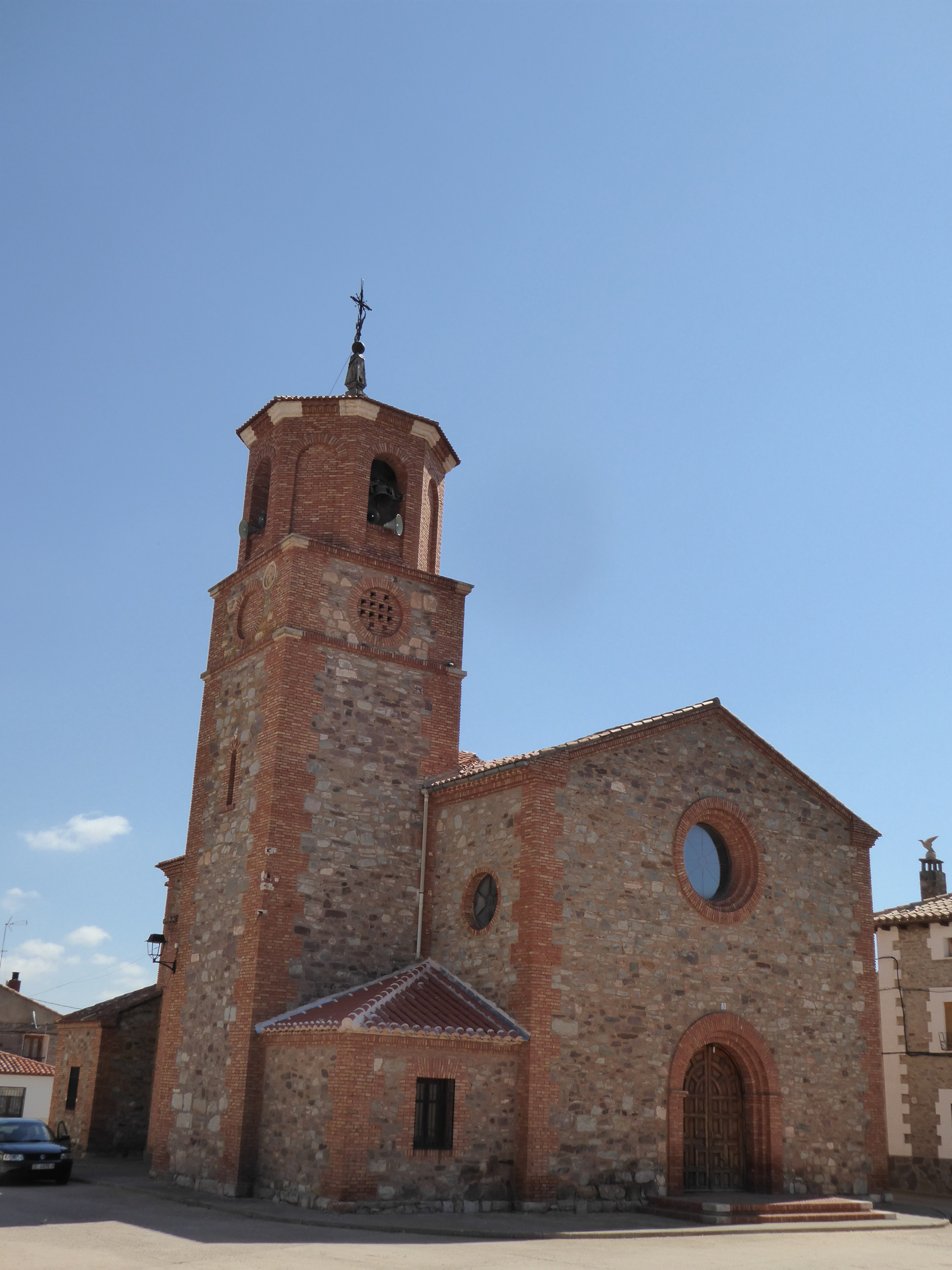
Peterskirche
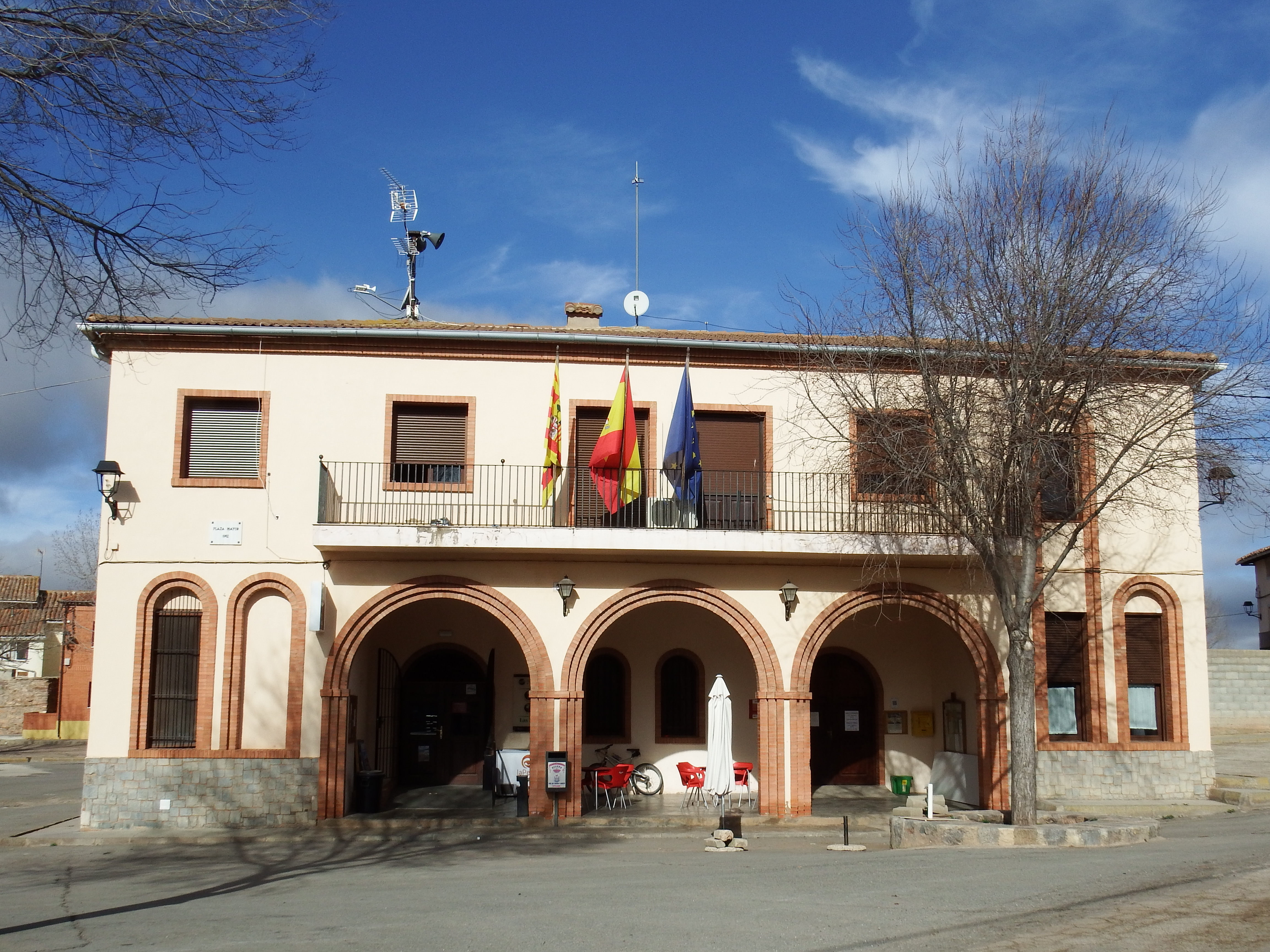
Rathaus